# Валери Вълков (политик)
Валери Радославов Вълков е български политик от БСП, кмет на община Каспичан в периода от 1999 до 2011 г.

## Биография
Валери Вълков е роден през 1965 г.

### Политическа дейност
На местните избори през 2003 г. е кандидат за кмет на община Каспичан, издигнат от Инициативен комитет. На проведения първи тур получава 1551 гласа (или 38,25%) и се явява на балотаж с кандидата на БСП Николай Николов, който получава 911 гласа (или 22,47%). Избран е на втори тур с 2687 гласа (или 64,78%).
На местните избори през 2007 г. е кандидат за кмет от БСП на община Каспичан. На проведения първи тур получава 1385 гласа (или 34,64%) и се явява на балотаж с кандидата на ГЕРБ Ралица Ангелова, която получава 1100 гласа (или 27,51%). Избран е на втори тур с 1953 гласа (или 51,94%).